# Comté d'Herbauges
 (mars 2025).
La mise en forme du texte ne suit pas les recommandations de Wikipédia : il faut le « wikifier ».
Les points d'amélioration suivants sont les cas les plus fréquents. Le détail des points à revoir est peut-être précisé sur la page de discussion.
- Les titres sont pré-formatés par le logiciel. Ils ne sont ni en capitales, ni en gras.
- Le texte ne doit pas être écrit en capitales (les noms de famille non plus), ni en gras, ni en italique, ni en « petit »…
- Le gras n'est utilisé que pour surligner le titre de l'article dans l'introduction, une seule fois.
- L'italique est rarement utilisé : mots en langue étrangère, titres d'œuvres, noms de bateaux, etc.
- Les citations ne sont pas en italique mais en corps de texte normal. Elles sont entourées par des guillemets français : « et ».
- Les listes à puces sont à éviter, des paragraphes rédigés étant largement préférés. Les tableaux sont à réserver à la présentation de données structurées (résultats, etc.).
- Les appels de note de bas de page (petits chiffres en exposant, introduits par l'outil «  Source ») sont à placer entre la fin de phrase et le point final[comme ça].
- Les liens internes (vers d'autres articles de Wikipédia) sont à choisir avec parcimonie. Créez des liens vers des articles approfondissant le sujet. Les termes génériques sans rapport avec le sujet sont à éviter, ainsi que les répétitions de liens vers un même terme.
- Les liens externes sont à placer uniquement dans une section « Liens externes », à la fin de l'article. Ces liens sont à choisir avec parcimonie suivant les règles définies. Si un lien sert de source à l'article, son insertion dans le texte est à faire par les notes de bas de page.
- La présentation des références doit suivre les conventions bibliographiques. Il est recommandé d'utiliser les modèles {{Ouvrage}}, {{Chapitre}}, {{Article}}, {{Lien web}} et/ou {{Bibliographie}}. Le mode d'édition visuel peut mettre en forme automatiquement les références.
- Insérer une infobox (cadre d'informations à droite) n'est pas obligatoire pour parachever la mise en page.

Pour une aide détaillée, merci de consulter Aide:Wikification.
Si vous pensez que ces points ont été résolus, vous pouvez retirer ce bandeau et améliorer la mise en forme d'un autre article.
Pour les articles homonymes, voir Herbauges.
Entités précédentes :
- Comté de Poitiers

Entités suivantes :
- Duché de Bretagne

Le comté d'Herbauges est une principauté créée par Louis le Pieux à partir des pagi d'Herbauges, de Tiffauges et des Mauges, alors situés à l'ouest du comté du Poitou (Bas-Poitou, actuelle Vendée) afin de lutter efficacement contre la menace normande et l'avancée bretonne. Les comtes d'Herbauges étaient originaires d'Aquitaine mais exerçaient aussi leur souveraineté sur Nantes et son comté avant que ceux-ci ne passent sous domination bretonne au milieu du IXe siècle.
Le comté d'Herbauges était dirigé depuis le château d'Hério, situé sur l'île de Noirmoutier.

## Géographie

### Localisation

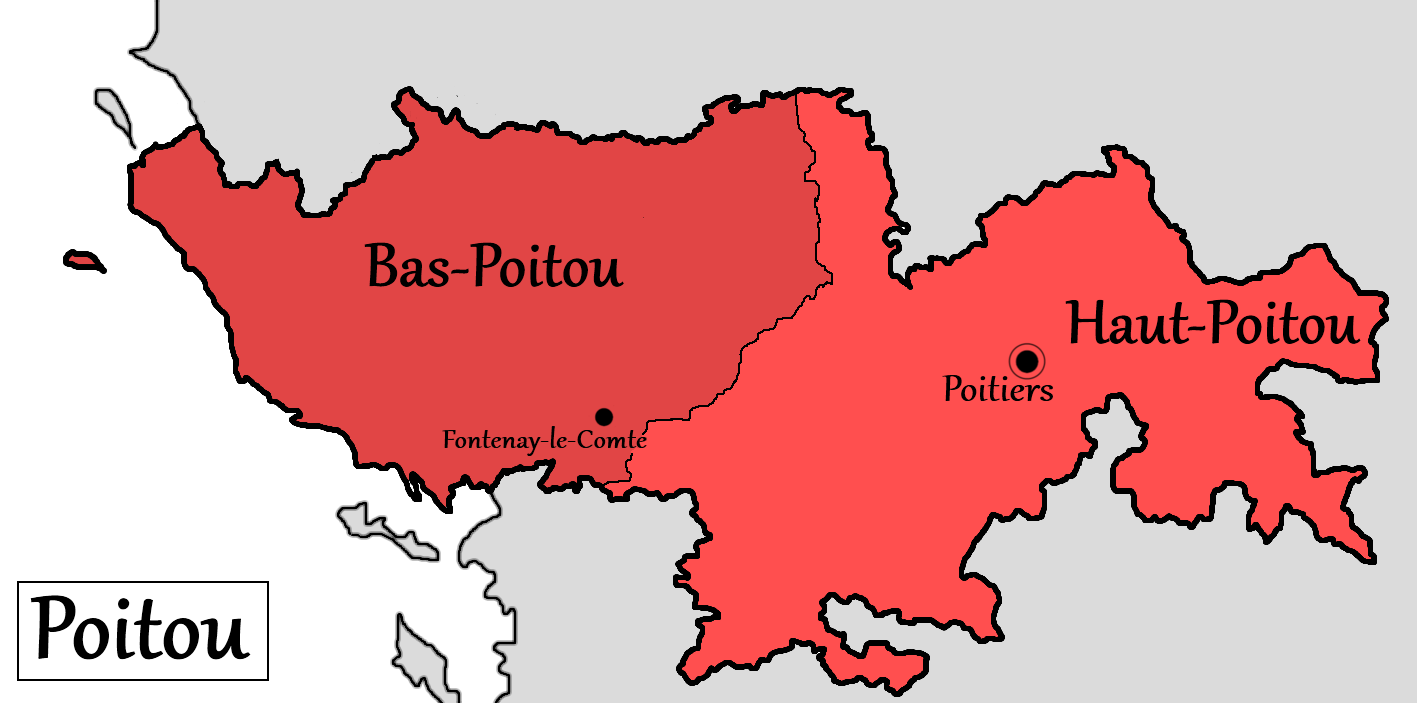
Bas-Poitou et Haut-Poitou

Le comté d'Herbauges s'étendait depuis le littoral charentais au sud, jusqu'à l'estuaire de la Loire au nord. Il recouvrait l'actuel pays de Retz, les Mauges à l'intérieur des terres, ainsi qu'une grande partie de l'actuelle Vendée (qui correspondait à l'époque au Bas-Poitou) depuis les îles côtières de Noirmoutier et de Bouin, jusqu'à Tiffauges et la vallée de Clisson à l'est. Au sud, il comprenait Luçon et s'étendait jusqu'aux marais au nord du territoire des comtes d'Angoulême.

### Circonscriptions
Le comté se composait de 3 circonscriptions.
- Le Pagus d'Herbauges entre l'embouchure de la Loire, la baie de l'Aiguillon et la Moine.
- Le Pagus de Tiffauges autour de Tiffauges.
- Le Pagus des Mauges entre la Moine, la Loire et le Layon.

## Toponymie
Michel Kervarec relève le toponyme « Herbonne », nom d'une île, cité dans un texte du XVIIe siècle sous la forme « Derbonne ». Il l'interprète comme un composé Arb-onna (la rivière de Arb) et estime que ce préfixe Arb est aussi présent dans Herbauges, désignant à la fois un territoire au sud de la Loire et son chef-lieu de localisation incertaine.
La plus ancienne mention de Herbauges (territoire) se trouve dans Grégoire de Tours : « Vicus est in Erbatilico, nomine Becciacum,... » (« il y a un village en Herbauge, du nom de Bessay... ») ; Bessay se trouvant sur la rive sud du Lay, cela permet de situer la limite sud de l'Herbauge à la vallée (entière) du Lay, ce que confirme la présence du lieu-dit Ingrandes (commune de la Réorthe).
Michel Kervarec analyse Erbatilicum comme dérivant de *Arb-basilica (la basilique de Arb). Considérant que des fouilles sous l'abbatiale de Saint-Philbert ont révélé une bâtisse du IIe siècle comportant une basilique, il estime que la ville d'Herbauges correspond à Saint-Philbert-de-Grand-Lieu (appelé anciennement Deas avant l'arrivée des moines de Noirmoutier au IXe siècle fuyant justement les raids vikings). Le nom Deas conserve la trace d'un ancien culte païen, voué à une divinité féminine, qui aurait localement le surnom de Arb, probablement personnification du lac de Grand-Lieu ; cette divinité gauloise serait Belisama, assimilée par les Romains à Minerve.

## Histoire

### Le pays d'Herbauges et la cité d'Herbauges en Aquitaine

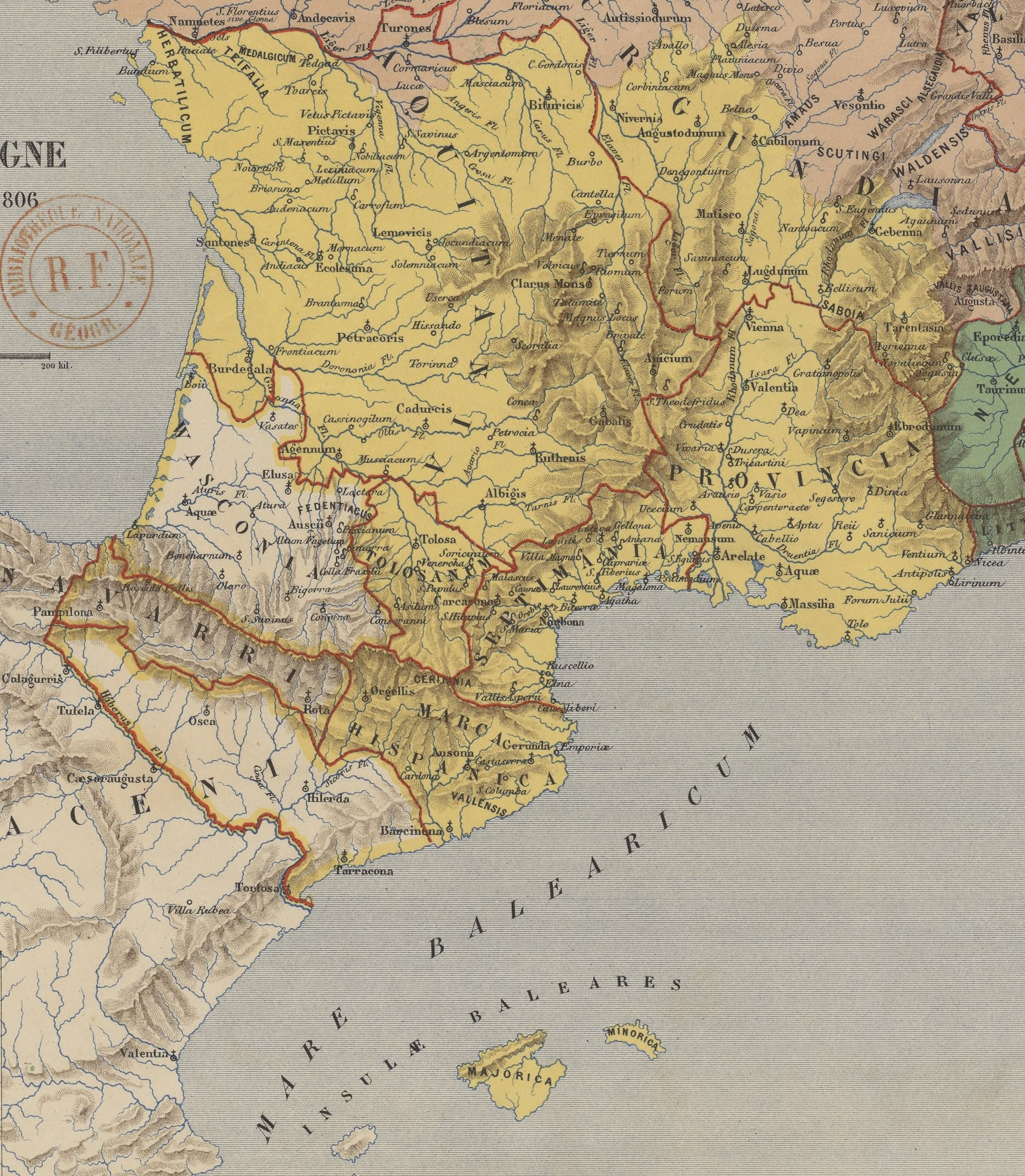
Les pays d'Herbauges, de Tiffauges et des Mauges (Herbatilicum, Teifalia et Medalgicum) apparaissent au Nord-Ouest du royaume d'Aquitaine.

Le pays d'Herbauges était un territoire situé à proximité de la côte atlantique, cité pour la première fois par Grégoire de Tours. Le pays d'Herbauges était voisin de deux « pays » plus petits, le pays de Tiffauges et le pays des Mauges, situés plus à l'intérieur des terres, dans le bocage vendéen.
Sur la partie nord du pays d'Herbauges, il aurait existé une ville peuplée et riche : la cité d'Herbauges ou « Herbavilla ». Cette ville légendaire aurait, selon un mythe local, été engloutie au VIe siècle dans le lac de Grand-Lieu sur ordre divin afin de punir ses habitants de leur péchés et de leur rejet de l'évangélisateur St-Martin-de-Vertou.
Aux époques Mérovingiennes et Carolingiennes, les pays d'Herbauges, de Tiffauges et des Mauges, appartenaient au royaume d'Aquitaine (au sein du comté du Poitou), dont la frontière Nord était la Loire.
Le pays de Retz, les Mauges et la Vendée, bien que rattachés par la suite à d'autres régions que l'Aquitaine, ont gardé des traces de ce passé Aquitain et conservent des traits culturels méridionaux tel que les toitures en tuile canal ou encore la présence du dialecte poitevin-saintongeais (une langue d'oïl aux nombreuses influences occitanes).
Contrairement à Rezé, la ville de Nantes et son Comté, situés sur l'autre rive de la Loire, n'étaient pas en Aquitaine mais faisaient partie du royaume des Francs. Toutefois, Nantes, grand port sur l'Atlantique, était tournée vers l'Aquitaine dont elle constituait la porte maritime septentrionale, notamment vers les îles Britanniques, et fut dirigée par des évêques Aquitains.

### La création du comté

Les pays d'Herbauges, des Mauges et de Tiffauges étaient compris dans l'Aquitaine, mais sur une partie du plateau armoricain.

Plateau armoricain située au sud de la Loire, la partie occidentale du Poitou, (qui à l’époque s’étendait jusqu’à l’estuaire de la Loire), s’apparente essentiellement a un territoire granitique dont le relief est légèrement accidenté (collines vendéennes) et bocageux, ce qui le rend moins propice à l’agriculture que les grandes plaines fertiles du Haut Poitou. Le nom de « Bas » Poitou donné à cette partie du Poitou, s’explique d’ailleurs, non pour son altitude, mais pour son niveau de richesses, puisqu’il désignait un territoire de la province plus pauvre et considéré par les élites provinciales comme ayant une valeur inférieure à celui de la partie désignée comme « Haute »,.
Situé en périphérie de l’Aquitaine mais aussi du comté du Poitou et relativement éloignés du centre de commandement que constituait Poitiers, les pays d’Herbauges, de Tiffauges et des Mauges, ont connu une autonomisation progressive vis-à-vis du reste du Poitou au fil des siècles. Cette différence se manifesta notamment lors de la période des raids vikings.
En effet, en 820, les Vikings menacent Noirmoutier, brûlent le prieuré de Beauvoir, prennent et pillent l'île de Bouin, font prisonniers ses habitants et repartent pour leur pays, chargés du butin. Face à leurs razzias et aux menaces permanentes qu'ils font peser sur les populations du bas-Poitou, les seigneuries décident d'organiser la défense et la résistance à ces envahisseurs.
Ainsi au début du IXe siècle, l’empereur Carolingien Louis le Pieux décida de partager le Poitou en deux comtés indépendant l’un de l’autre. Le Comté de Poitiers, plus vaste et plus riche fût donné à Abbon, tandis que le Comté d’Herbauges à l’Ouest fut donné à un autre chevalier, Renaud, qui prit alors le titre de Renaud d’Herbauges.
Les frontières du comté d'Herbauges reprenaient peu ou prou celles du territoire du peuple celte des Ambilatres probablement présent sur cet espace dans l'antiquité et liés au gaulois armoricains situés de l'autre coté de la Loire.
Pour protéger à la fois les îles menacées et le continent qui les avoisine, il est décidé la création du comté d'Herbauges, vaste possession militaire ayant pour chef-lieu Ratiatum (aujourd'hui Rezé)[réf. nécessaire], délimité vraisemblablement par la Loire au nord, la Sèvre nantaise, et le Layon à l'est, le Grand Lay au midi et, à l'ouest, par l'océan Atlantique.
Il comprenait un vaste pays s'étendant de la Loire au Lay : le pays d'Herbauges. Deux pagi moins considérables, Mauges et Tiffauges, se trouvent incorporés à ces limites.
Ce comté, nommé Herbauges, renfermait donc des forces militaires assez importantes, pouvant, à l'improviste, se porter sur des points menacés.

### Les combats contre les Normands

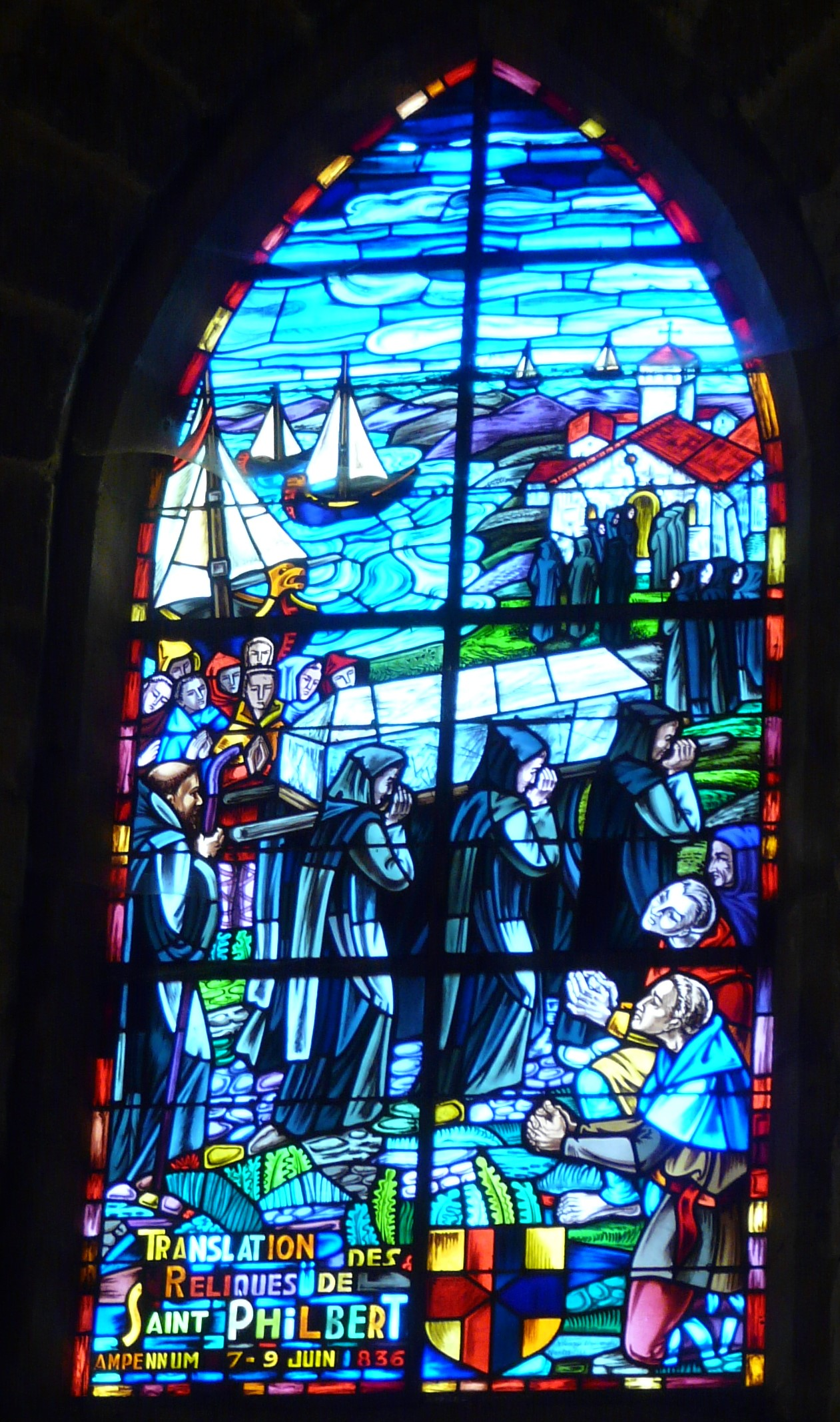
Vitrail de l'église de Beauvoir-sur-Mer, représentant la fuite des moines de Noirmoutier, vers le continent avec les reliques de Saint-Philibert, en juin 836, dans le contexte des raids vikings.

Renaud et les habitants de l’Herbauges durent livrer de nombreux combats contre les Normands puis contre les Bretons afin de défendre leurs terres.
En 830, les Vikings s'emparent de Noirmoutier, brûlent et détruisent le monastère. Renaud, ou Raynaud, comte d'Herbauges, reprend possession de Noirmoutier avec des forces considérables.[réf. nécessaire] En 834 des pirates de Scandinavie ravagent les côtes de la Frise.
En 835, les Normands se présentent face au port nommé « la Conque » avec neuf vaisseaux de haut bord portant, dans leurs flancs, une cavalerie nombreuse. Ils débarquent, mais la résistance courageuse de Renaud et des insulaires, qui se portent en foule aux remparts, a raison de la bravoure des Normands. Beaucoup de cavaliers et de fantassins normands sont tués. Voulant venger cet échec, les Vikings reviennent quelques mois plus tard, avec des forces plus considérables, s'emparent de l'île de Noirmoutier, abandonnée par les moines et les habitants, et en font une sorte de quartier général où ils rapportent le butin de leurs expéditions.
En 836, les moines du monastère de Saint-Philbert situé à Noirmoutier, apprirent que les Normands se dirigeaient de nouveau vers leur île afin d'y mener un raid. Le 7 juin, ils décidèrent de fuir, mais transportèrent le corps du fondateur (saint Philbert) avec eux, jusqu'à la ville de Déas, située sur le continent et qui prit par la suite le nom de Saint-Philbert-de-Grand-Lieu.

### La souveraineté des comtes d'Herbauges sur Nantes
Au début du IXe siècle, Nantes et son comté n'avaient pas encore été rattachés à la Bretagne mais faisaient partie intégrante du royaume des Francs, de l'empire Carolingien et étaient dirigés par des comtes Francs. Le comté de Nantes était un territoire clé de la Marche de Bretagne, dispositif défensif mis en œuvre par les Francs afin de contrer l'avancée des Bretons vers l'est. Différentes familles franques étaient alors en rivalité pour la possession de ce comté. Nantes exerçant une influence notable sur le comté d'Herbauges, Renaud d'Herbauges souhaitait probablement s'en emparer, mais ce comté était contrôlé depuis plusieurs décennies par la famille franque des Widonides dont Lambert II semblait être l'héritier naturel.
Lambert II de Nantes combat au côté du comte Ricuin de Nantes à la bataille de Fontenoy-en-Puisaye, le 25 juin 841. Toutefois, après la mort de Ricuin, le comté de Nantes, que Lambert considérait comme son légitime héritage, est confié par Charles le Chauve, roi de France, à Renaud de Nantes, comte d’Herbauges. Renaud d'Herbauges reçu le titre de Duc de Nantes.
Lambert II abandonne alors le parti du roi et rejoint Nominoë,souverain de Bretagne, dans le camp adverse et lutte à ses côtés contre Renaud.
En 843, Renaud de Nantes bat les Bretons de Nominoë à la bataille de Messac ; peu après, le comte est tué par Lambert II à bataille de Blain, le 24 mai. Les Nantais refusent de reconnaître Lambert II comme comte, ce dernier étant soupçonné d’avoir guidé les Vikings qui, le 24 juin, mettent la ville à sac et tuent saint Gohard, évêque de Nantes, dans sa cathédrale. Après le départ de ses alliés, Lambert se rend enfin maître de Nantes.

### La disparition du comté d'Herbauges face aux assauts bretons et vikings

#### L'annexion du Comté de Nantes et de la Viguerie de Retz par la Bretagne en 851

Gains territoriaux du royaume de Bretagne entre 845 et 867.

En 844, Lambert tue le comte Bernard II de Poitiers et Hervé d'Herbauges (fils et successeur de Renaud) dans un combat.
En 851, après la bataille de Jengland, le traité d'Angers, entre Charles le Chauve, roi de Francie occidentale, et Erispoë, roi de Bretagne, cède le comté de Nantes ainsi que la partie nord du pays d'Herbauges, la « vicaria Retense » (ou pays de Retz), à la Bretagne.
Toutefois la domination bretonne sur Nantes n'est pas encore définitive, puisqu'en 909, le roi de France donne le Comté de Nantes et le pays de Retz aux Ingelgeriens, durant le règne de Foulque Ier d'Anjou. De plus le comté de Nantes fût aussi occupé par les Vikings entre 919 et 937. Ce n'est qu'à la fin des années 930 qu'Alain Barbetorte, duc de Bretagne rattache définitivement ce territoire au duché de Bretagne.
Toutefois, les frontières du comté de Nantes ont été disputées entre la Bretagne et l'Anjou et le Poitou jusqu'au XIIIe siècle.

#### L'invasion et la destruction du comté d'Herbauges par les Vikings
Le reste du comté d'Herbauges, privé du pays de Retz et de l'accès à l'estuaire de la Loire que ce territoire lui offrait, se retrouve dans une situation critique. Envahi et ravagé par les Vikings, il disparait à la fin du IXe siècle avec la mort du dernier comte d'Herbauges, Ragenold de Neustrie dit Raino.
Durant encore deux siècles, les Vikings commettent de nombreuses et dévastatrices expéditions sur le comté d'Herbauges et, au-delà, vers le cœur du Poitou et jusqu'en Aquitaine.
Ce n'est qu'au début du Xe siècle qu'Alain Barbetorte, Duc de Bretagne, à la tête d'une puissante armée, écrase les forces scandinaves. Le comté d'Herbauges se couvre alors de donjons et forteresses.

### Le rattachement des pays d'Herbauges, de Tiffauges et des Mauges au duché de Bretagne (942-1051)
Au début du Xe siècle, le duc de Bretagne, Alain Barbetorte libéra les pays des Mauges de Tiffauges et d'Herbauges des Vikings, qui avaient occupé et dévasté ces espaces laissés sans réelle administration depuis la chute du dernier Comte d'Herbauges.
Les pays des Mauges, de Tiffauges et d'Herbauges passèrent ainsi, de fait, sous contrôle breton et furent rattachés au comté de Nantes, qui faisait alors partie intégrante du duché de Bretagne depuis sa reconquête par Alain Barbetorte sur les Normands quelques années auparavant.
Cette intégration à la Bretagne fut officialisée par un accord signé en 942 entre Alain Barbetorte, duc de Bretagne et Guillaume III d'Aquitaine dit Tête d'Etoupes.
Cet accord fut renouvelé en 983 par un contrat entre le comte de Poitiers, Guillaume Fier-à-bras et le comte de Nantes, Guérech.
Après cet accord, le fleuve Lay, au sud, et la rivière Layon, à l'est, devinrent les nouvelles frontières méridionale et orientale du comté de Nantes et du duché de Bretagne. Ainsi à cette époque, la majeure partie de l'actuelle Vendée et des Mauges faisait partie intégrante du comté de Nantes et de la Bretagne.
Grâce à la protection et à la mise en valeur des pays d'Herbauges, de Tiffauges et des Mauges par les Bretons, ces terres furent repeuplées.

### La stabilisation de la frontière «Bretagne-Poitou-Anjou»

#### Le recul de la frontière bretonne à hauteur du marais breton
À la fin du Xe siècle et au début du XIe siècle, les comtés voisins du comté de Nantes : l'Anjou et le Poitou, tentèrent de reprendre possession de ces terres dont la situation économique était désormais beaucoup plus intéressante.
Le comté d'Anjou étendit son territoire sur le pays des Mauges et sur une grande partie du pays de Tiffauges.
Le comté du Poitou annexa, quant à lui, le Sud du pays d'Herbauges, puis l'essentiel des pays d'Herbauges et de Tiffauges.

Afin de stabiliser les nouvelles frontières, une région de marche, au statut spécial, fût progressivement créée.

La frontière bretonne, alors située au niveau du Pertuis Breton remonta jusqu'au niveau de la baie de Bourgneuf, qui en devenant la nouvelle frontière méridionale de la Bretagne pris le nom de baie de Bretagne. Une fois partiellement asséché cet espace devint le Marais breton.
Ainsi le tracé de la frontière sud de la Bretagne repris à peu près celui de l'époque des rois Erispoë et Salomon.
Ce n'est que vers le milieu du XIe siècle que la frontière entre la Bretagne, le Poitou et l'Anjou connu une certaine stabilisation. Après la révolution les frontières des départements de la Loire Atlantique, de la Vendée, et du Maine et Loire reprirent d'ailleurs peu ou prou le tracé des frontières de ces trois anciennes provinces.